# محمد الهادي باي
محمد الهادي باي بن علي أو محمد الهادي باي أو محمد الهادي باشا باي أو الهادي باي هو الباي الرابع عشر من البايات الحسينيين بتونس، حكم من 11 جوان 1902 إلى 11 ماي 1906.

## الأوسمة والتشريفات
- نيشان الدم (تونس).